# Migazin
Das Migazin (Eigenschreibweise  MiGAZIN) ist ein Online-Fachmagazin, das sich schwerpunktmäßig mit den Themen Integration und Migration in Deutschland auseinandersetzt. Das Ziel des Migazin ist, die interkulturelle Kommunikation zwischen Menschen mit und ohne Migrationshintergrund zu fördern und das hiesige Integrationsgeschehen kritisch zu begleiten. Das Migazin möchte "Themen, die für Menschen mit Zuwanderungsgeschichte interessant sind, an die deutschsprachigen Leserinnen und Leser" vermitteln. Das Migazin wurde als ehrenamtliche Initiative gegründet und finanziert sich seit 2010 durch Werbeeinnahmen und Spenden. Seit der Einführung eines Mitgliedschaftsmodells im März 2020 wird das Migazin finanziell auch von seinen Lesern unterstützt.
Im Migazin erscheinen täglich neue Artikel. Nach eigenen Angaben erreicht es damit bis zu 300.000 Leser pro Monat (Stand 2018). Ideengeber und Initiator von Migazin ist Ekrem Şenol, der seit der Gründung im Januar 2009 Chefredakteur und Herausgeber ist. Zwischen 2013 und 2015 war Hakan Demir Mitherausgeber. Daneben gibt es mehrere Dutzend freie Autoren, deren Artikel im Migazin veröffentlicht werden.
Im Juni 2012 wurde das Migazin mit dem Grimme Online Award in der Kategorie Information ausgezeichnet. Die Jury begründete ihre Entscheidung wie folgt: „Über Migranten und Migration wird in Deutschland viel gesprochen. Vor allem von Deutschen. Im Chor der vielen und oft sehr lauten Stimmen fehlen aber zumeist die der Migranten. Und genau diese Lücke füllt das Migazin mit qualitativ hochwertigen Texten und verständlicher Berichterstattung“.

## Migazin Bücher-Bestseller
Seit Oktober 2018 veröffentlicht das Migazin eine Bestseller-Liste, auf der die meistverkauften Bücher zu den Themen Flucht, Migration, Integration, Ausgrenzung und Rechtsextremismus gelistet sind. Die Bestseller werden nach einem von Migazin entwickelten Algorithmus erstellt. Datengrundlage ist die Rangliste der meistverkauften Bücher bei Amazon.
Ausgeschlossen von der Liste sind „Autoren, Bücher und Verlage, die offen rechtsextremes Gedankengut und Vorurteile propagieren und verbreiten sowie Bücher, die weitere Kriterien in diesem Sinne erfüllen. Ausgeschlossen sind außerdem Schulbücher, Kochbücher, Comics, Bildbände, Reiseführer sowie Kinder- und Jugendbücher, soweit sie über diese Zielgruppen nicht hinausgehen und nicht auch Erwachsene erreichen“.